# Lagrida rufa
Lagrida rufa là một loài bọ cánh cứng trong họ Cerambycidae.